# Test 100 kumite
Test 100 kumite (jap. 百人組手 hyakunin-kumite) − test w karate kyokushin wprowadzony przez Masutatsu Ōyamę, mający spełniać zadanie "prawdziwego sprawdzianu zdolności bojowych karateki". 
Test ten polega na odbyciu 100 walk bez przerw, trwających od półtorej do 2 minut każda. Test uznaje się za zaliczony, gdy ukończy się wszystkie walki, przy tym należy mieć więcej zwycięstw niż porażek. 
Zasady przeprowadzania testu 100 kumite zostały sformalizowane dopiero po 1967 roku. Ōyama wprowadził wtedy nakaz, aby wszystkie walki zostały stoczone jednego dnia (wcześniej możliwe było zaliczenie testu w sesjach w ciągu dwóch, a nawet trzech kolejnych dni), stąd wyniki testów zaliczonych przed tą datą często uznaje się za nieoficjalne.
Masutatsu Oyama jest jedyną osobą, która przeszła w latach 50. potrójny test 100 kumite, czyli test 100 kumite przez 3 kolejne dni z rzędu. Zostało to ponoć udokumentowane przez niezależną komisję, jednak po jego śmierci pojawiły się spekulacje (głównie za sprawą książek Jona Bluminga) co do niezależności tej komisji i niewłaściwego doboru przeciwników. Obecnie sprawa potrójnego testu 100 kumite Oyamy pozostaje nie do końca wyjaśniona i budzi kontrowersje.
Poza Oyamą test 100 kumite pozytywnie przeszli m.in. następujący karatecy:
| Data                 | Miejsce           | Osoba                                 | Uwagi                                                                                |
| -------------------- | ----------------- | ------------------------------------- | ------------------------------------------------------------------------------------ |
| 21 maja 1965         | Japonia           | Steve Arneil                          |                                                                                      |
| 15 października 1966 | Japonia           | Tadashi Nakamura                      |                                                                                      |
| 17 września 1966     | Japonia           | Shigeru Ōyama                         |                                                                                      |
| 5 sierpnia 1967      | Japonia           | Loek Hollander                        |                                                                                      |
| 10 listopada 1967    | Japonia           | John Jarvis                           |                                                                                      |
| 1 grudnia 1972       | Japonia           | Howard Collins                        | pierwszy, który obligatoryjnie przeszedł test jednego dnia                           |
| 13 kwietnia 1973     | Japonia           | Miyuki Miura                          |                                                                                      |
| 18 kwietnia 1986     | Tokio, Japonia    | Shōkei Matsui                         | 75 zwycięstw – 13 remisów – 12 porażek                                               |
| 25 kwietnia 1987     | Brazylia          | Ademir da Costa                       |                                                                                      |
| 24 lutego 1990       | Japonia           | Keiji Sanpei                          |                                                                                      |
| 19 maja 1991         | Japonia           | Akira Masuda                          | 46 zwycięstw – 40 remisów - 14 porażek                                               |
| 18 marca 1995        | Tokio, Japonia    | Francisco Filho (IKO1)                | 76 zwycięstw – 24 remisy – 0 porażek                                                 |
| 18 marca 1995        | Tokio, Japonia    | Kenji Yamaki (IKO1)                   | 83 zwycięstwa – 12 remisów – 5 porażek                                               |
| 13 marca 1999        | Tokio, Japonia    | Hajime Kazumi (IKO1)                  | 58 zwycięstw – 42 remisy – 0 porażek                                                 |
| 15 grudnia 2002      |                   | Klaus Rex (IKO3)                      | 2003 (Estepona) Victor Flores (IKO3)                                                 |
| 4 lipca 2004         | Sydney, Australia | Naomi Ali (IKO3)                      | jedyna w historii kobieta, która przeszła test                                       |
| 22 marca 2009        | Tokio, Japonia    | Artur Oganesjan (Hovhannisian) (IKO1) | 49 zwycięstw – 39 remisów – 12 porażek                                               |
| 26 kwietnia 2014     | Tokio, Japonia    | Tariel Nikoleishvili (IKO1)           | 64 zwycięstwa (w tym 21 ippon lub podwójne wazari, 30 wazari), 27 remisów, 9 porażek |